# منطق مقاومت–ترانزیستور
منطق مقاومت-ترانزیستور (RTL) (گاهی اوقات نیز منطق ترانزیستور-مقاومت (TRL)) دسته‌ای از مدارهای دیجیتال است که با استفاده از مقاومت‌ها به عنوان شبکه ورودی و ترانزیستورهای پیوندی دوقطبی (BJT) به عنوان افزاره‌های کلیدزنی (به انگلیسی: switching) ساخته شده‌اند. RTL اولین کلاس مدار منطقی دیجیتال ترانزیستوری است که مورد استفاده قرار می‌گیرد. کلاس‌های دیگر شامل منطق دیود-ترانزیستور (DTL) و منطق ترانزیستور-ترانزیستور (TTL) است. مدارهای RTL ابتدا با قطعات گسسته ساخته شدند، اما در سال ۱۹۶۱ به اولین خانواده منطقی دیجیتال تبدیل شد که به عنوان یک مدار یکپارچه مجتمع تولید می‌شد. از مدارهای مجتمع RTL در رایانه راهنمای آپولو استفاده شد که طراحی آن در سال ۱۹۶۱ آغاز شد و اولین بار در سال ۱۹۶۶ به پرواز درآمد.

طرح‌واره دروازهٔ NOR RTL یک ترانزیستوری.

شماتیک یک دروازه چند ترانزیستوری RTL NOR که برای ساخت رایانه راهنمای آپولو استفاده شد

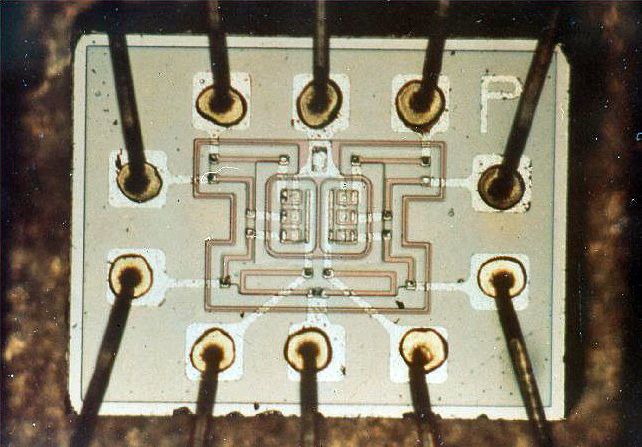
عکس تراشه گیت NOR دوگانه که برای ساخت رایانه راهنمای آپولو استفاده شده‌است

## مطالعه بیشتر
- RTL Cookbook؛ اد اول دون لنکستر سامس؛ ۲۴۰ صفحه ۱۹۶۹؛شابک ‎۹۷۸−۰۶۷۲۲۰۷۱۵۰. (بایگانی 3ed)